# カント通り
カント通り(Kantstraße)は、ベルリンのシャルロッテンブルク地区に実在する東西方向の通りである。ドイツ語ではカントシュトラーセと言う。カント通りにはアジアからのレストランが多く、ドイツ唯一のアジアタウンがある。

## 概要
街路の名は、18世紀に生きていたドイツの哲学者イマヌエル・カントにちなむ。カント通りは1887年に名付けられた。

### アジアタウン
カント通りにはたくさんのアジア出身からのレストラン・カフェが多く、デュッセルドルフの日本人街インマーマン通りと比べ、ドイツ唯一のアジアタウンである。20世紀の初めから最初の中国大学生がベルリンに定住し、大学生はそこで中国人の協会を設立した。1923年に最初の中華レストランが開店した。街路は広東通りとも呼ばれる。その後中華レストランの他にも日本、韓国、台湾、ベトナム、タイからのレストランがここに開店した。